# Porywacz ciał
Porywacz ciał – amerykański horror z 1945 roku na podstawie krótkiej powieści Roberta Louisa Stevensona.

## Główne role
- Boris Karloff – dorożkarz John Gray
- Béla Lugosi – Joseph
- Henry Daniell – dr Wolfe „Toddy” MacFarlane
- Edith Atwater – Meg Camden
- Russell Wade – Donald Fettes
- Rita Corday – pani Marsh
- Sharyn Moffett – Georgina Marsh

## Fabuła
Edynburg, rok 1831. Chirurg i nauczyciel anatomii dr MacFarlane płaci dorożkarzowi Grayowi za dostarczanie zwłok, które potem wykorzystuje na lekcjach anatomii. Kiedy cmentarze zaczynają być lepiej chronione Gray, by się utrzymać zabija ludzi. Jego działania odkrywa młody asystent MacFarlane'a, Donald Fettes.